# Лацако (Удине)
Лацако је насеље у Италији у округу Удине, региону Фурланија-Јулијска крајина.
Према процени из 2011. у насељу је живело 295 становника. Насеље се налази на надморској висини од 196 м.